# 前趨物
前驅物又稱母體物。某些一次污染物能轉化成二次污染物，則前者為後者的前驅物。如二氧化硫為硫酸或硫酸鹽的前驅物，二氧化氮為硝酸和硝酸鹽的前驅物。在大氣化學反應過程中，前驅物往往是化學反應中的反應物，其生成物為二次污染物。